# Игра возмездия
«Игра возмездия» (англ. Nemesis Game) — мистический триллер новозеландского режиссёра Джесса Уорна.

## Сюжет
Студентка из университета города Торонто Сара Новак вовлечена в странную игру по отгадыванию загадок, начертанных на стенах граффити («Чего хотят богатые, имеют нищие и боится Бог?»). Внезапно игра усложняется загадочной смертью её поклонника. В игру таинственным образом оказывается вовлеченной психически больная Эмили Грей и её неудавшаяся жертва Денис Рейвени. Сара находит ключ к разгадке в книге The Enigma of Metaphysics, где повествуется о таинственном буддийском монахе, ученики которого первыми начали писать загадки на стенах, чтобы понять существо мироздания.

## В ролях
| Актёр         | Роль           |
| ------------- | -------------- |
| Карли Поуп    | Сара Новак     |
| Иэн Макшейн   | Джефф Новак    |
| Эдриан Пол    | Верн           |
| Рена Оуэн     | Эмили Грей     |
| Джей Барушель | Джереми Каррен |